# Bujiang
Bujiang (kinesiska: 埠江, 埠江镇) är en köping i Kina. Den ligger i provinsen Henan, i den centrala delen av landet, omkring 250 kilometer söder om provinshuvudstaden Zhengzhou. Antalet invånare är 34225. Befolkningen består av 16 692 kvinnor och 17 533 män. Barn under 15 år utgör 21,0 %, vuxna 15-64 år 70 %, och äldre över 65 år 8,0 %.
Genomsnittlig årsnederbörd är 1 010 millimeter. Den regnigaste månaden är augusti, med i genomsnitt 197 mm nederbörd, och den torraste är januari, med 12 mm nederbörd.